# Другий раз в Криму
Другий раз в Криму (рос. Второй раз в Крыму) — радянський художній фільм 1984 року, знятий на Кіностудії ім. М. Горького.

## Сюжет
Герой фільму — ветеран Збройних Сил СРСР, генерал, що залишився в строю, який колись пройшов шлях від Халхін-Гола до Берліна, що має найвищі нагороди. Сильна і надійна людина, що втратила на війні сина, яка зі співчуттям і розумінням ставиться до кожного, з ким зводить його доля.

## У ролях
- Георгій Юматов — Сергій Олексійович Князєв, генерал
- Андрій Ломов — Віктор
- Сергій Гусак — Коля
- Валерія Лиходєй — Олена
- Муза Крепкогорська — бабуся Колі і Олени
- Наталія Вількіна — Олена Павлівна, лікар
- Віктор Корешков — Ігор Тіссо
- Андрій Петров — Василь Васильович Новиков
- Олена Фіногеєва — Лусія
- Леонід Бєлозорович — Пилипович, генерал-лейтенант
- Сергій Голованов — Микола Петрович
- Герман Качин — катерник
- Віталій Максимов — епізод
- Марія Зубарева — Марія, дружина Князєва
- Ольга Григор'єва — вихователька
- Чеслав Сушкевич — продавець квитків (озвучив Еммануїл Геллер)
- Василь Федоров — бармен
- Сергій Плотников — відпочиваючий (озвучив Володимир Прохоров)

## Знімальна група
- Режисер — Павло Любимов
- Сценарист — Володимир Железников
- Оператор — Марк Осеп'ян
- Композитор — Юрій Саульський
- Художник — Борис Комяков